# تپه شمالی رحیم‌آباد سفلی
تپه شمالی رحیم آباد سفلی مربوط به دوره اشکانیان است و در شهرستان کرمانشاه، بخش کوزران، دهستان سنجابی، روستای رحیم آباد سفلی واقع شده و این اثر در تاریخ ۲۷ اسفند ۱۳۸۶ با شمارهٔ ثبت ۲۲۴۲۵ به‌عنوان یکی از آثار ملی ایران به ثبت رسیده است.